# 索斯尼夫卡 (紹斯特卡區)
51°37′31″N 34°3′43″E / 51.62528°N 34.06194°E

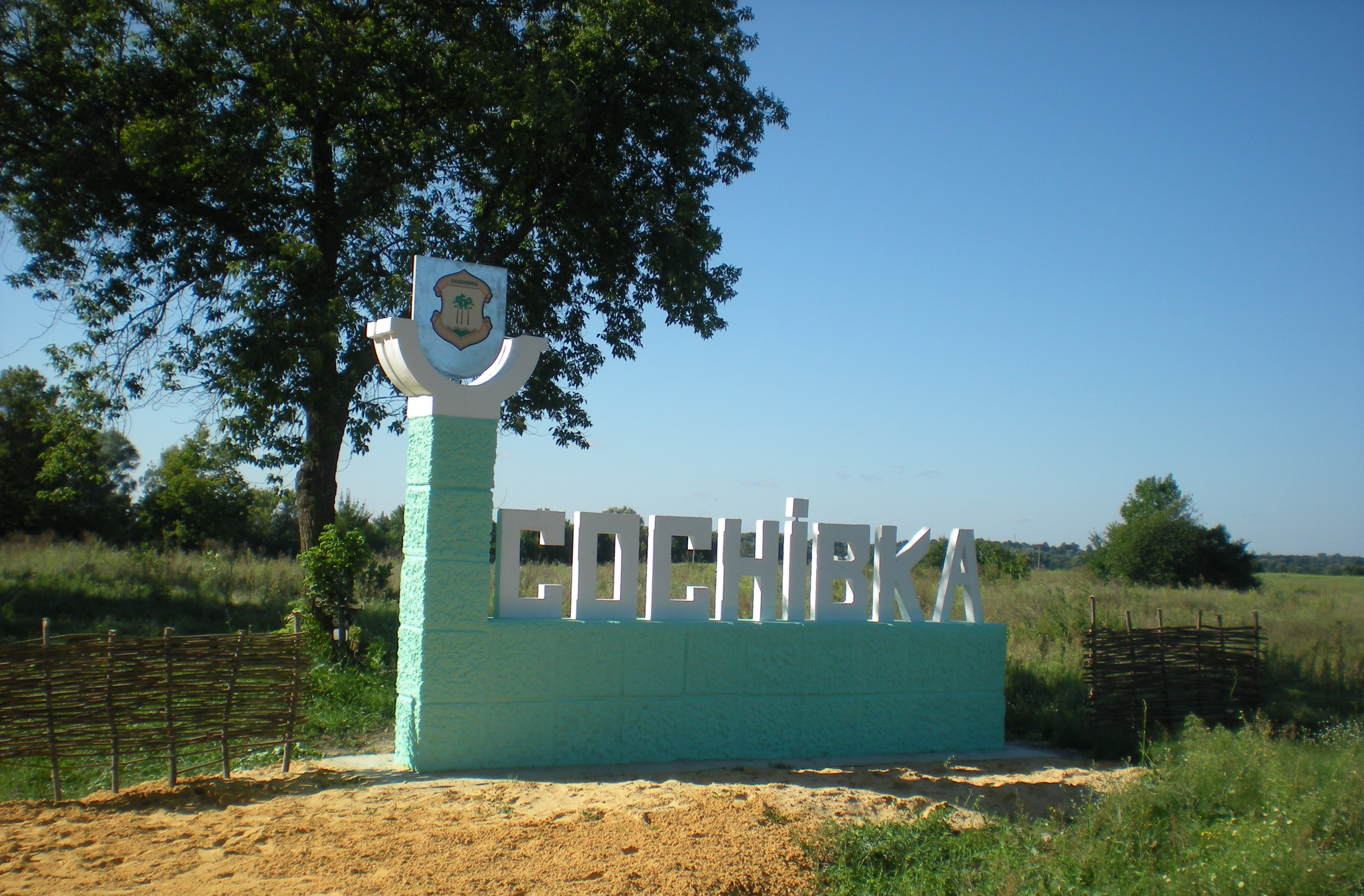
索斯尼夫卡

索斯尼夫卡（烏克蘭語：Соснівка）是位於烏克蘭東北部的村莊，由蘇梅州紹斯特卡區的沙雷希內市鎮負責管轄。該村分別距離卡泰里尼夫卡3.5公里和沙雷希內4.5公里，海拔高度143米，2001年人口658。